# Gaston Modot

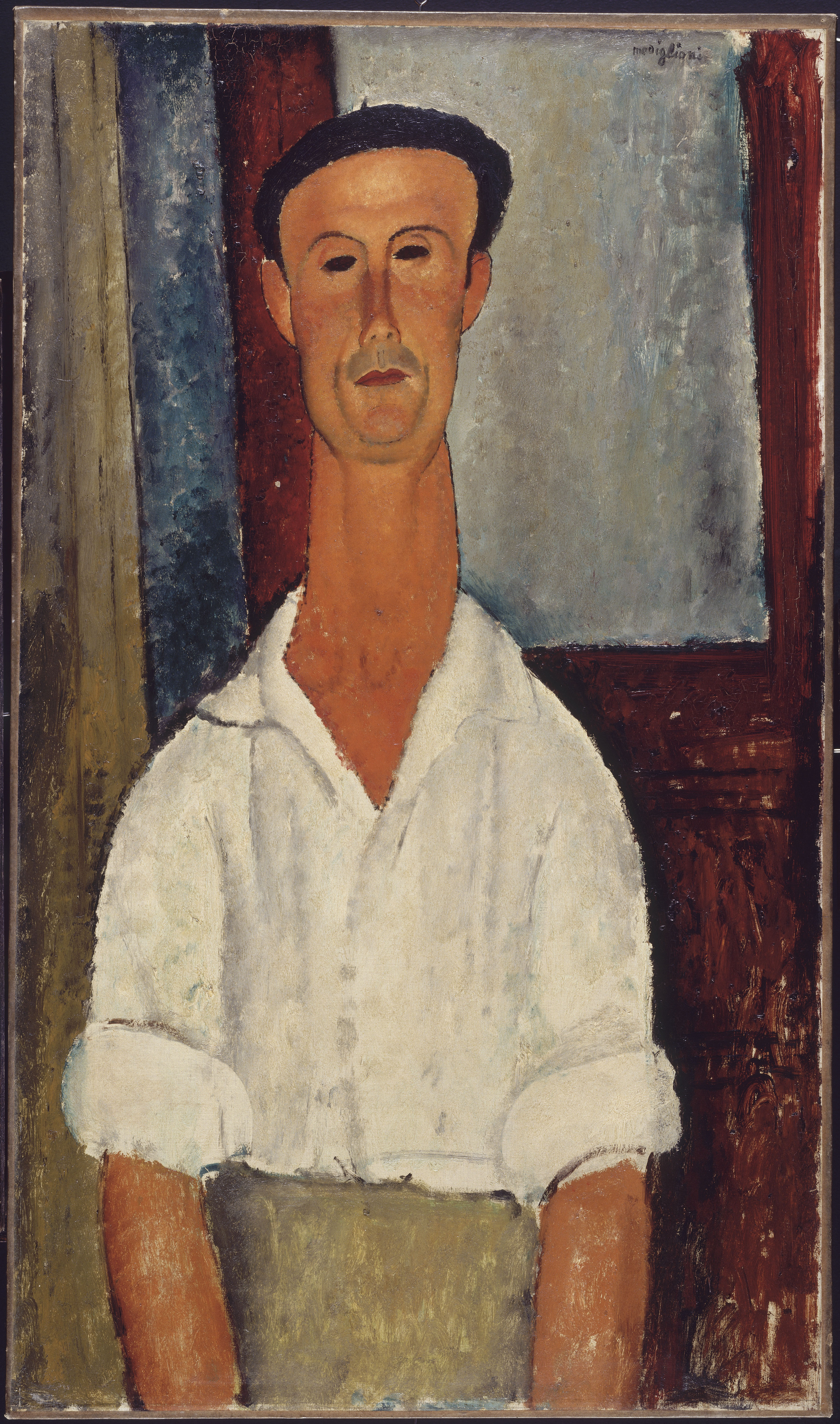
Gaston Modot, un portrait peint par Amedeo Modigliani en 1918.

Gaston Modot est un acteur français, né le 31 décembre 1887 dans le 14e arrondissement de Paris et mort le 19 février 1970 au Raincy.
Il débute au cinéma à l'époque du muet et mène pendant plusieurs décennies une carrière d'acteur de seconds rôles.

## Biographie
Fils d'un architecte, Gaston Modot s'intéresse à la peinture et fréquente des artistes comme Picasso et Modigliani, mais aussi des écrivains (Blaise Cendrars). Après s'être essayé à la peinture, il crée des décors de cinéma et devient acteur.
Dès 1909, il se consacre au cinéma et participe à l'aventure comique de la bande des « Pouittes », avec Jean Durand. Il joue dans les séries Onésime et Calino.
Avec Joë Hamman, il tourne, en Camargue, des séries de western.
Après la Première Guerre mondiale, Gaston Modot s'intéresse davantage au cinéma intellectuel français. Il prend part aux projets de Louis Delluc, Germaine Dulac ou Abel Gance.
En 1930, il est dans L'Âge d'or de Luis Buñuel, puis enchaîne des rôles marquants dans Sous les toits de Paris de René Clair, L'Opéra de quat'sous de Georg Wilhelm Pabst, Fantômas de Paul Fejos, La Bandera et Pépé le Moko de Julien Duvivier, Lucrèce Borgia de Gance.
Il collabore beaucoup avec Jean Renoir : La Grande Illusion (1937), La Marseillaise, La Vie est à nous (1937), La Règle du jeu (1939), French Cancan (1955), Elena et les hommes (1956), Le Testament du docteur Cordelier (1959).
On le trouve aussi dans Les Enfants du paradis (Marcel Carné), Antoine et Antoinette, Rendez-vous de juillet et Casque d'Or (Jacques Becker), La Beauté du diable (Clair), Cela s'appelle l'aurore (Buñuel), Les Amants (Louis Malle) : une filmographie impressionnante.
De son expérience d'acteur de cinéma muet, il a gardé une gestuelle très expressive.
Il est inhumé à Paris au Cimetière des Batignolles (11e division). Sa femme est morte à 84 ans en 1978.

## Filmographie

### Comme réalisateur
- 1930 : Conte cruel, d'après Villiers de l'Isle Adam, tourné dans les décors de La Merveilleuse Vie de Jeanne d'Arc, fille de Lorraine[3].

### 1909
Courts métrages réalisés par Jean Durand :
- L'Enfant du chercheur d'or (272 m)
- Sur le sentier de la guerre
- Les Papas de Francine

### 1910
Courts métrages réalisés par Jean Durand, sauf avis contraire :
- L'Attaque d'un train (111 m)
- À travers la plaine
- Amitié de cow-boy
- Un drame sur une locomotive
- Bornéo Bill
- Les Chasseurs de fourrures
- Le Fer à cheval
- Reconnaissance d'indien (159 m)
- L'Amour du ranch
- La Main coupée
- Capture gênante

### 1911
Courts métrages réalisés par Jean Durand, sauf avis contraire :
- Le Diamant volé (222 m)
- Dans les airs (142 m)
- Le Pari de Lord Robert (253 m)
- L'Homme qui ressemble au président (130 m)
- Le Baptême de Calino
- Jim Crow de Robert Péguy (281 m)
- Les Aventures d'un cow-boy à Paris (179 m)
- Vers l'immortalité (113 m)
- Le Rôle d'un œuf (126 m)
- Voisins gênants ou Méfiez-vous d'un voisin gênant
- Les Amoureux de la caissière (150 m)
- La Lettre chargée ou La Lettre recommandée (159 m)
- Pendaison à Jefferson City (175 m)
- L'Opérateur tenace (165 m) : l’opérateur
- La Cure d'Anatole
- Calino cocher (112 m)
- La Conquête de Don Juan : Don Juan
- Le Suicidé malgré lui (132 m)
- En Camargue
- Le Truc d'Anatole (200 m)
- Le Voyage de l'oncle Jules (120 m)
- Calino devient enragé
- Un monsieur qui a la tête trop lourde (165 m)
- Calino chasse à courre ou Calino à la chasse de Roméo Bosetti (200 m)
- Calino architecte (103 m)
- Situation délicate d'un cambrioleur
- Bébé pratique le jiu-jitsu de Louis Feuillade (124 m) : le gardien de la paix
- Qui perd gagne (190 m)
- Le Chemineau Rinkeur ou Rinkeur le chemineau (90 m)
- La Pommade aspirante
- Mignonne (195 m)
- Va promener Azor (160 m)
- La Télémécanique (100 m) : un garçon de café
- Le Frère de lait (180 m)
- Cyprien est neurasthénique (177 m) : Cyprien
- Calino polygame ou Calino travaille par amour
- Le Maillot à pointes d'acier (100 m)
- Calino médecin par amour (149 m)
- Calino fait l'omelette (137 m)
- Calino et ses pensionnaires (133 m)
- Non ! tu ne sortiras pas sans moi (107 m)
- L'Inoubliable Berceuse (114 m) – le pianiste
- Le Triomphe d'un lutteur (150 m)
- Carmen (206 m)
- Les Cheveux de l'aimée (148 m)
- Le Rembrandt de la rue Lepic (114 m)
- Le Dernier mot (120 m)
- Calino inspecteur du travail
- Le Mariage de miss Maud (170 m)
- et Marguerite (200 m) – Faust
- Le Mariage de l'apothicaire
- La Nostalgie de la purée (171 m)
- Calino membre du jury
- Calino veut être cow-boy
- Zigoto et l'Affaire du collier (ou La Trouvaille de Zigoto ou Zigoto et le Collier)
- Zigoto roman d'aventure policière

### 1912
Courts métrages réalisés par Jean Durand sauf avis contraire) :
- Calino s'endurcit la figure (123 m) : un lutteur
- Fauves et Bandits [4] ou La Torpille aérienne (1 005 m), : le dessinateur
- La Prairie en feu ou Le Feu à la prairie (296 m) : un indien
- Ma tante fait de la peinture (135 m)
- Zigoto plombier d'occasion (122 m)
- Zigoto et l'affaire de la patte de bretelles et du bouton de culotte (196 m)
- Zigoto policier trouve une corde (98 m)
- Cent dollars mort ou vif ou La Chasse à l'homme (278 m)
- Onésime gentleman détective (233 m) : le domestique chef de bande
- Onésime a un duel à l'américaine (142 m) : le témoin d'Onésime
- Zigoto à la fête (125 m)
- Onésime écrit un roman d'amour (154 m)
- Oxford contre Martigues (110 m) : un joueur
- Onésime et l'éléphant détective (175 m)
- Sous la griffe (650 m)
- Dans la brousse (402 m), de Louis Feuillade
- Onésime et le Nourrisson de la nourrice indigne ou Onésime et l'enfant perdu, Onésime et la nourrice (154 m)
- Onésime et le Physicien ou Onésime et l'illusionniste, Onésime et le Magicien (208 m) : le magistrat
- La Course à l'amour (159 m)
- Le Cadeau d'Onésime (135 m) : un ouvrier boulanger
- Le Cheval vertueux (104 m)
- Chauffeur par amour (280 m) de Louis Feuillade
- Calino père nourricier (162 m)
- Calino gardien de prison (139 m)
- Main de fer contre la bande aux gants blancs de Léonce Perret (742 m) : un Apache
- Le Révolver matrimonial (224 m)
- Onésime est trop timide (135 m) : un invité à la noce
- Le Railway de la mort ou La Course à la mort (446 m) : un passager du train
- La Calomnie punie ou La Calomnie pure (151 m)
- Calino dompteur par amour (134 m)
- Onésime aux enfers (166 m) : Satan
- Calino courtier en paratonnerre (99 m) : un employé de bureau
- Calino chef de gare (148 m)
- Zigoto promène ses amis (111 m) : Jim Havard
- Un bienfait n'est jamais perdu (198 m)
- Onésime horloger (150 m) : un ouvrier maçon
- Onésime et la grève des mineurs (182 m)
- Onésime contre Onésime (183 m) : le client du restaurant
- Zigoto gardien de grand magasin (150 m)
- La Fiancée du toréador (157 m)
- Onésime et la toilette de Mademoiselle Badinois (159 m)
- La Maison des lions (272 m)
- Onésime et l'étudiante ou Onésime et le Chirurgien ( 186 m) : l’aide chirurgien
- Onésime et le Chien bienfaisant (162 m)
- Calino épouse une féministe ou Calino épouse une suffragette (151 m)
- Zigoto et le Château mystérieux (359 m)
- Zigoto et la Locomotive (135 m)
- Calino et les Brigands (173 m)
- Zigoto et le Petit Oiseau des îles (147 m)
- Zigoto et la Blanchisseuse (231 m)
- L'Idylle d'Onésime (150 m)
- Zigoto a du cœur (162 m)
- Zigoto et le narcotique (214 m)
- Cœur ardent (200 m) : un indien de la tribu rivale
- Onésime, l'amour vous appelle (134 m)
- La Fausse Information (157 m) : un duelliste
- Zigoto et l'écuyère ou Zigoto et la cavalière (138 m)
- Zigoto en pleine lune de miel
- Zigoto fait du skating
- Les Aventures d'un petit homme (230 m), réalisation anonyme

### 1913
Courts métrages réalisés par Jean Durand, sauf avis contraire) :
- Onésime employé des postes (142 m) : l’employé qui tamponne les lettres
- Calino veut se faire renvoyer (154 m)
- La Mort qui frôle (790 m) : Jim Black, un complice
- Onésime garçon costumier (185 m) : le fantôme de Napoléon
- La Marche des rois de Louis Feuillade (1 074 m) : Fouché, le ministre de la police
- Onésime débute au théâtre (211 m) : un tragédien puis Gaston Latrouille, directeur de l'agence des voleurs diplômés
- Onésime se marie, Calino aussi ou Onésime et les deux cortèges (165 m) : Madame Onésime
- Onésime et les diamants du rajah ou Onésime garçon de banque (235 m) : le chef des voleurs
- Calino sourcier : travesti en pianiste, un dîneur au restaurant et un agent de police
- Onésime et le pas de l'ours (170 m) : un membre de l’Académie
- Onésime et le cœur du tzigane (131 m) : le garçon de cuisine et un dîneur
- Onésime et le beau voyage de noces (186 m) : un invité
- Onésime et la maison hantée
- Onésime et l'œuvre d'art ou Onésime et la statue (184 m) : un infirmier
- Onésime et l'affaire du Tocquard-Palace (170 m) : le voyageur timide
- Onésime et Kiki
- Onésime est myope ou La Myopie d'Onésime (225 m) : le mari jaloux
- Onésime en bonne fortune (270 m) : un carabin
- Onésime dresseur d'hommes et de chevaux (288 m) : le rival d'Onésime
- Onésime douanier (185 m) : un douanier
- Onésime champion de boxe (224 m) : Hurricane Johnny
- Onésime et la panthère de Calino (179 m)
- Onésime aime trop sa belle-mère (166 m) : le concierge et un invité
- Onésime aime les bêtes (150 m) : le domestique des beaux-parents
- Le Noël d'Onésime
- Le Mal d'Onésime
- Le Collier vivant ou La Mort qui rampe, Le Cow-boy millionnaire (818 m) : Joe Durton, le bandit
- La Disparition d'Onésime (187 m) : M. Flaque, détective amateur
- Prédictions pour 1914
- Léonce cinématographiste de Léonce Perret (289 m)
- Calino souffleur (162 m) : un centurion romain
- Calino prend le train du plaisir : un voyageur moustachu
- Cent francs pour deux sous (281 m), réalisation anonyme
- Calino et son nouveau chien ou Calino achète un chien de garde (170 m)
- Calino et les deux candidats (135 m)
- Calino et le petit restaurant très bien (128 m)
- Calino et la voyante (137 m) : un agent de police
- Onésime, tu l'épouseras quand même (173 m) : M. Crêpe agent matrimonial, organisateur de tombola
- Onésime et son collègue (186 m) : M. Pouitte, le collègue
- Le Placier de demain (145 m)
- Onésime sur le sentier de la guerre ou Onésime peau rouge (344 m) : Perno Gomez, le rival amoureux d'Onésime
- Les Papiers du mort (817 m)
- Une triste aventure d'Onésime (190 m)
- La Mort du milliardaire (717 m) : le joueur
- Onésime et l'héritage de Calino (285 m) : un malfrat
- Onésime et la symphonie inachevée
- Onésime se bat en duel

### 1914
Courts métrages réalisés par Jean Durand) sauf avis contraire :
- Onésime en promenade ou Onésime en balade (190 m)
- Le Jugement du fauve (716 m), film tourné en 3 parties (Le Fou dans la ménagerie, Lequel ?, Le Jugement du fauve)
- L'Aventure de Monsieur Smith (198 m)
- La Mariquita de Henri Fescourt, long métrage tourné en 4 parties (1 978 m) : un mineur au Cap
  1. L’Orpheline
  2. Les années passent
  3. Au Cap à l'assaut de l'or
  4. Revanche
- Onésime gardien du foyer (180 m)
- Onésime sourcier
- Le Mariage du frotteur (327 m)
- Onésime marchand de moutons
- Les Lions dans la nuit (882 m)
- Le Système du docteur Bitume (102 m) : le docteur Bitume
- Onésime et son âne (175 m) : un valet de chambre et un agent
- Onésime et les titres
- Onésime et le voisin gênant
- Onésime et le policier
- Les Somnambules de Louis Feuillade (884 m) : le guitariste au restaurant
- Onésime et le dromadaire ou Onésime et le chameau reconnaissant (243 m) : le concierge
- Onésime et le drame de famille (169 m) : la fille à nattes
- Onésime et le clubman ou Onésime suicidé malgré lui (349 m) : un clubman
- Le jockey est en retard (107 m)
- Onésime et l'infirmière
- L'Enfant et le Chien (520 m)
- L'Enfant et la Bouteille (218 m)
- Les Doigts qui étranglent ou La Main mystérieuse
- Onésime, si j'étais roi ou Onésime fleur de harem (298 m)
- Onésime fait des économies (204 m) : un employé de bureau
- La Pipe de Master Pouitte (148 m) : Master Pouitte
- Monsieur Pelche fait l'ouverture : Monsieur Pelche
- Le Vœu d'Onésime (252 m) : un porteur de malles
- Onésime et le Lâche anonyme ou Onésime et la lettre anonyme (278 m)
- Oscar, Calino et la Panthère : un cambrioleur
- Onésime et le pélican (234 m) : le voleur dresseur de pélican
- Onésime fait des crêpes

### Période 1915-1919
- 1915 : Ceux de la terre (1 160 m) de Jean Durand
- 1915 : Les Poilus de la neuvième[5] de G. Rémond, (1 320 m) : Jolivet, dit « La Voltige »
- 1916 : L'Épave[6] de Maurice Mariaud, (800 m) : Herbert Slutzel
- 1916 : La Danseuse voilée de Maurice Mariaud, film tourné en 4 parties (1 275 m) : Pépé
- 1917 : Ginette (1 300 m) de René Le Somptier
- 1917 : L'Âme de Pierre (1 300 m) de Charles Burguet
- 1917 : Mater Dolorosa (1 490 m) d’Abel Gance : un domestique
- 1917 : La Zone de la mort (3 000 m) d’Abel Gance
- 1917 : Le Comte de Monte-Cristo[7] de Henri Pouctal : Bertuccio
- 1918 : Onésime assassine de Jean Durand
- 1918 : Onésime maître chez lui (550 m) de Jean Durand
- 1918 : Elle (1 450 m) de Henri Vorins : Tonio
- 1918 : L'Extraordinaire Aventure d'Onésime (450 m), réalisation anonyme
- 1918 : Serpentin et son modèle de Jean Durand
- 1918 : L'Inutile Précaution (550 m) d’Ernest Bourbon
- 1918 : Numéro 1313, série 9 (549 m) d’Ernest Bourbon
- 1918 : Onésime et le billet de mille (450 m) d’Ernest Bourbon
- 1918 : Impéria de Jean Durand
- 1919 : La Sultane de l'amour[8] ou Les Mille et une Nuits de René Le Somptier et Charles Burguet, (2 400 m) : Kadjar le redoutable
- 1919 : La Fête espagnole (1 671 m) de Germaine Dulac : Réal, un amoureux de Soledad
- 1919 : Un ours[9] (1 060 m) de Charles Burguet : le bûcheron, dit « l’ours »

### Période 1920-1929
- 1920 : Serpentin au harem de Jean Durand
- 1920 : Serpentin cœur de lion de Jean Durand
- 1920 : Serpentin le bonheur est chez toi de Jean Durand
- 1920 : Serpentin manucure de Jean Durand
- 1920 : Serpentin et les contrebandiers de Jean Durand
- 1920 : Serpentin reporter de Jean Durand
- 1920 : Le Chevalier de Gaby (1 470 m) de Charles Burguet : Gaston Mériel (G. Modot est également le scénariste)
- 1920 : Marie la gaieté de Jean Durand
- 1921 : Mathias Sandorf de Henri Fescourt, film tourné en 9 épisodes (2 400 m) : Carpena
- 1921 : La Terre du diable de Luitz-Morat, film tourné en 2 épisodes (2 705 m) : Ascanio
- 1921 : Fièvre ou La Boue (1 000 m) de Louis Delluc : Topinelli
- 1921 : Marie chez les loups de Jean Durand
- 1922 : Les Mystères de Paris[10] de Charles Burguet, (12 070 m) : Martial
- 1922 : La Bouquetière des innocents (2 000 m) de Jacques Robert : Ravaillac, l'assassin de Henri IV
- 1922 : Marie la femme au singe (1 600 m) de Jean Durand : un incendiaire
- 1922 : Marie chez les fauves -1 450 m) de Jean Durand
- 1922 : Le Sang d'Allah (1 650 m) de Luitz-Morat : Jack Heverley
- 1922 : Au-delà de la mort ou Pour l'amour de son frère (Mas alla la muerte) de Benito Perojo : le docteur Belphégor
- 1923 : Cousin Pons de Jacques Robert : Fraisier
- 1923 : Petit hôtel à louer (1 050 m) de Pierre Colombier : Baptiste
- 1923 : Nêne de Jacques de Baroncelli : Jean Cuirassier
- 1923 : La Mendiante de Saint-Sulpice[11] de Charles Burguet, (4 000 m) : Georges Depréty
- 1923 : À l'horizon du sud ou L’Aventure (1 800 m) de Marco de Gastyne : Arahim, le chef de la tribu
- 1924 : Au secours ! (1 500 m) d’Abel Gance
- 1924 : Le Miracle des loups[12] (3 000 m) de Raymond Bernard : le comte du Lau, seigneur de la suite de Charles Le Téméraire
- 1924 : Âme d'artiste de Germaine Dulac
- 1925 : Veille d'armes (2 400 m) de Jacques de Baroncelli : le lieutenant Brambourg
- 1925 : Naples au baiser de feu[13] (1 880 m) de Serge Nadejdine : Pinatucchio, le mendiant
- 1925 : Les Élus de la mer (2 050 m) de Gaston Roudès et Marcel Dumont : Pascal Lagadec
- 1926 : La Châtelaine du Liban de Marco de Gastyne : O’Amed Saïd
- 1926 : Carmen (3 000 m) de Jacques Feyder : Garcia, le borgne
- 1926 : Face aux loups ou Fidélité de Jean Durand
- 1927 : Mon cœur au ralenti de Marco de Gastyne : Chapinski
- 1927 : La Merveilleuse Vie de Jeanne d'Arc, fille de Lorraine (4 800 m) de Marco de Gastyne : Lord Glasdall
- 1927 : Le Chauffeur de Mademoiselle de Henri Chomette : une participation
- 1927 : Sous le ciel d'orient de Fred LeRoy Granville et H.C Grantham Hayes : Ramon Vortez, alias Mahdi l'agitateur
- 1928 : Shéhérazade d'Alexandre Volkoff : le prince Hussein
- 1928 : La Ville des mille joies (Die stadt der tausend Freuden) (2 500 m) de Carmine Gallone
- 1929 : Monte Cristo[8] de Henri Fescourt :  Fernand de Morcef
- 1929 : Liberté enchantée de Livio Pavanelli
- 1929 : Le Fantôme du bonheur (Phantome des Glücks) de Reinhold Schunzel : M. Dupont
- 1929 : Le Monocle vert (Das grüne Monokel) de Rudolf Meinert : Mac Cornick
- 1929 : Le Navire des hommes perdus (Das Schiff der verlorene Menschen) de Maurice Tourneur : Morain, le condamné
- 1929 : Erzieher meiner tochter de Geza von Bolvary : le capitaine

### Période 1930-1962
- 1930 : Conte cruel [14] ou La Torture par l'espérance : l’homme emprisonné[15]
- 1930 : Ma fiancée de Chicago (Der Erzieher meiner Tochter) de Géza von Bolváry
- 1930 : Freiheit in fesseln de Carl Heinz Wolff
- 1930 : L'Âge d'or de Luis Buñuel : l’amant
- 1930 : Sous les toits de Paris de René Clair : Fred, le dur
- 1931 : Autour d'une enquête de Robert Siodmak et Henri Chomette : le commissaire Baumann
- 1931 : L'Ensorcellement de Séville de Benito Perojo
- 1931 : L'Opéra de quat'sous de G.W. Pabst : Peachum, le roi des mendiants
- 1931 : Sous le casque de cuir d’Albert de Courville : le capitaine Simianoff
- 1932 : Fantômas de Paul Fejos : Firmin
- 1932 : Coup de feu à l'aube de Serge de Poligny : Sandegg
- 1933 : Crainquebille de Jacques de Baroncelli : l’agent Matra
- 1933 : La Mille et Deuxième Nuit d’Alexandre Volkoff : le sultan
- 1932 : Pan ! Pan ! (moyen métrage) de Georges Lacombe : le maître d’armes
- 1933 : Le Billet de mille de Marc Didier : le bookmaker
- 1933 : Colomba de Jacques Séverac : Brando Savelli
- 1933 : Plein aux as de Jacques Houssin : Rat de cave
- 1933 : Quatorze juillet de René Clair
- 1933 : Quelqu'un a tué ou Le Château de la terreur, La Jeune Fille effrayée, Le Secret du vieux prieuré de Jack Forrester : Gilder
- 1934 : L’Auberge du Petit-Dragon de Jean de Limur : l’impresario
- 1934 : Crime d'amour (court métrage) de Roger Capellani
- 1934 : Torture (moyen métrage) de Roger Capellani
- 1934 : Les Chaînes (moyen métrage) de Jury Ronny
- 1935 : La Bandera de Julien Duvivier : le soldat Muller
- 1935 : Le Clown Bux de Jacques Natanson : Benson
- 1935 : Les Gaietés de la finance de Jack Forrester : le chef des gangsters
- 1935 : Lucrèce Borgia d’Abel Gance : Fracasas
- 1935 : Le Mystère Imberger de Jacques Séverac : le domestique
- 1935 : Taxi de minuit (moyen métrage) d’Albert Valentin : Jeff, l'impresario
- 1935 : Espana léal en armas[16] (court métrage documentaire) de Luis Buñuel :
- 1936 : Le Chemin de Rio de Robert Siodmak : Alvarez
- 1936 : La vie est à nous de Jean Renoir : Philippe, le neveu des Lecoq
- 1936 : Les Réprouvés de Jacques Séverac : le patron
- 1937 : Pépé le Moko de Julien Duvivier : Jimmy
- 1937 : La Grande Illusion de Jean Renoir : l’ingénieur
- 1937 : La Marseillaise de Jean Renoir : un volontaire
- 1937 : Mademoiselle Docteur ou Salonique, nid d'espions de G.W. Pabst : le patron du café
- 1938 : Le Temps des cerises de Jean-Paul Le Chanois : Gaston Ravaux
- 1938 : Accord final d’I.R. Bay et Douglas Sirk : le policier
- 1938 : L'Enfant de troupe ou Ceux de demain de Georges Pallu et Adelqui Millar
- 1938 : Le Joueur d'échecs de Jean Dréville : le major Nicolaïeff
- 1938 : La Maison du Maltais de Pierre Chenal : le soutier
- 1938 : Le Récif de corail de Maurice Gleize : le colonel mexicain
- 1939 : La Fin du jour de Julien Duvivier : le patron du bistrot
- 1939 : La Règle du jeu de Jean Renoir : Édouard Schumacher, le garde chasse
- 1940 : L'Irrésistible Rebelle ou Une idée à l'eau de Jean-Paul Le Chanois : le 3e scénariste
- 1941 : Dernier Atout de Jacques Becker : Toni Amanito
- 1941 : Montmartre-sur-Seine de Georges Lacombe : le maître d’hôtel
- 1941 : Patrouille blanche de Christian Chamborant : Wong
- 1941 : Nous les gosses [17] de Louis Daquin
- 1942 : À vos ordres, Madame, de Jean Boyer : le garçon d'étage
- 1942 : Le Brigand gentilhomme d’Émile Couzinet : Torribio
- 1943 : L’Homme de Londres de Henri Decoin : Teddy
- 1944 : Le Bossu de Jean Delannoy : Vinto, le muet
- 1944 : Les Enfants du paradis[18] de Marcel Carné
- 1946 : Antoine et Antoinette de Jacques Becker : le caissier de la loterie
- 1946 : Dernier Refuge de Marc Maurette : Marcel
- 1946 : Leçon de conduite[17] de Gilles Grangier
- 1946 : Le Silence est d'or de René Clair : Gustave, l'opérateur
- 1947 : Le Cavalier de Croix-Mort ou Une aventure de Vidocq de Lucien Ganier-Raymond : Augustin
- 1947 : Éternel conflit de Georges Lampin : le bonimenteur
- 1947 : Tournage de solidarité[19]
- 1948 : L'Armoire volante de Carlo Rim : un gangster
- 1948 : L'École buissonnière de Jean-Paul Le Chanois : l’examinateur de Français
- 1948 : Le Mystère de la chambre jaune de Henri Aisner : Arthur
- 1948 : Le Point du jour de Louis Daquin : Tiberghien[20]
- 1948 : Kvarterets olycksfagel[21] de Per G.Holmgren
- 1949 : La Beauté du diable de René Clair : le bohémien
- 1949 : La Belle que voilà de Jean-Paul Le Chanois : le concierge
- 1949 : Le Parfum de la dame en noir de Louis Daquin : Mathieu
- 1949 : Rendez-vous de juillet de Jacques Becker : le professeur
- 1951 : Casque d'Or de Jacques Becker : Danard, le patron menuisier
- 1951 : Monsieur Octave ou L’Escargot de Maurice Téboul, film jamais sorti en salle
- 1951 : Victor de Claude Heymann : le patron du café
- 1952 : La Môme vert-de-gris de Bernard Borderie : un inspecteur
- 1952 : Ce coquin d'Anatole d’Émile Couzinet
- 1954 : Papa, maman, la bonne et moi de Jean-Paul Le Chanois : le mendiant violoniste
- 1955 : French Cancan de Jean Renoir : le valet de Danglard
- 1955 : Cela s'appelle l'aurore de Luis Buñuel : Giuseppe
- 1955 : Elena et les Hommes de Jean Renoir : le Romani
- 1955 : Rencontre à Paris de Georges Lampin : le concierge du Temple
- 1956 : Les Truands de Carlo Rim : Justin Benoit
- 1957 : La Belle et le Tzigane de Jean Dréville et Marton Keleti
- 1958 : Les Amants de Louis Malle : Coudray, le domestique
- 1958 : Le Palais idéal [16] (court métrage) d’Ado Kyrou
- 1959 : Le Testament du docteur Cordelier de Jean Renoir : Blaise, le jardinier de Cordelier
- 1960 : Le Château du passé (court métrage) de Jean de Gastyne
- 1961 : Les Menteurs d’Edmond T. Gréville : Carlotti
- 1962 : Le Diable et les Dix Commandements[22] de Julien Duvivier
- 1962 : L'Itinéraire marin de Jean Rollin

### Télévision
- 1955 : L'Ombre du cardinal de René Lucot
- 1957 : L'Affaire Fualdès de Philippe Ducrest
- 1964 : L'Amour médecin de Monique Chapelle
- 1966 : La Quatre-vingt-dix-neuvième Minute de François Gir